# Eurycoma longifolia
Espèce
Eurycoma longifolia ou Tongkat Ali ou est une espèce de plante de la famille des Simaroubaceae, de Malaisie et d'Indonésie et dans une moindre mesure de Thaïlande, Vietnam et Laos. Elle est aussi connue sous les noms de penawar pahit, penawar bias, bedara merah, bedara putih, lempedu pahit, payong ali, tongkat baginda, muntah bumi, petala bumi (nom malais); bidara laut (indonésien); babi kurus (javanais); cây bá bệnh (vietnamien) and tho nan (laotien).
Beaucoup de ces noms font allusion à son usage médical ainsi qu'à son extrême amertume. Penawar pahit se traduit simplement par "sortilège amer" ou "médicament amer".

## Description
Un arbuste mince de taille moyenne atteignant 10 m de haut souvent sans branche avec des pétioles rouge brun.
Des feuilles imparipennées atteignant un mètre de longueur. Chaque feuille composée de 30 à 40 folioles lancéolés à obovales-lancéolées. Chaque foliole mesure de 5 à 20 cm de long, 1.5 à 6 cm de large, beaucoup plus pâle sur la face inférieure. L'inflorescence est axillaire en grand panicules rouges tirant sur le brun, très pubescente avec de petits trichomes glandulaires. Les fleurs sont hermaphrodites munies de petits pétales très finement pubescent. Le fruit est une drupe dure ovoïde jaune brun lorsqu'elle est jeune et rouge brun lorsqu'elle est mûre.

## Médecine Populaire
Une étude d'ethnopharmacologie de 2010 sur E. longifolia ont conclu que: "Les différentes parties de cette plante ont été traditionnellement utilisées pour ses propriétés antimalaria, aphrodisiaque, antidiabétique antimicrobienne et antipyrétique..."

La plante est utilisée par les fervents pratiquants de musculation pour augmenter leur masse musculaire dans la continuité de son utilisation en tant qu'aphrodisiaque. Des études ont montré par la suite qu'elle aurait des effets anabolisants favorisant l'hypertrophie musculaire.

## Effets biologiques
D'après le site américain WebMD, bien que des études suggèrent qu'une préparation de E. longifolia puisse avoir un rôle dans l'amélioration de la qualité du sperme, les études pour montrer son rôle dans les autres traitements cancer, malaria et tuberculose sont très insuffisantes.
Des études ont montré que la consommation des racines de la plante est capable d'augmenter les niveaux de testostérone. Cependant, il semble qu'il y ait des risques pour la santé lors de surconsommation avec des doses très élevés. Aucun risque pour la santé n'a été démontré a des doses inférieure plusieurs dizaines de grammes par jour.
Plusieurs études réalisés montre que le Tongkat Ali augmente la masse musculaire. Le lien n'a pas encore été établi avec l'augmentation de testostérone mais les études concluent qu'il s'agit de la piste principale car la testostérone augmente significativement la masse musculaire.

## Produits élaborés à partir de

### Généralités
En Malaisie, l'usage le plus fréquent de E. longifolia est d'être un additif pour les boissons et nourritures. En particulier, c'est un additif fréquent pour le café et les boissons qui se disent énergétiques.
Si l'on tient compte de l'abondance et du faible coût des herbes (opposé au prix élevé de composants extraits de E. longifolia), on peut en déduire une proportion non négligeable de produits qui ne contiennent pas du tout de E. longifolia. Un nez électronique, détectant la présence et la concentration en quassinoïdes a été développé pour déterminer l'utilisation du vrai E. longifolia.
Les quassinoides qui sont les composants biologiquement actifs de la racine de E. longifolia,,, sont extrêmement amers. Leur nom tire son origine de la quassine, le principe amer tiré de l'arbre Quassia. La quassine est connue pour être la substance la plus amère à l'état naturel 50 fois plus amère que la quinine.

### Falsification
Le USFDA a interdit de nombreux produits comme le Libidus, qui mentionne E. longifolia comme ingrédient principal, mais qui à la place est un mélange de drogues à prescription illégale, ou même pire de drogues dont l'innocuité n'a jamais été testée pour les hommes, tel que l'acetildenafil.
En février 2009, La FDA a lancé un avertissement contre 30 suppléments pour l'amélioration sexuelle, mais les noms de ces produits changent plus vite que le temps nécessaire aux enquêtes FDA. Le Libidus par exemple, est maintenant vendu sous le nom de Maxidus, en indiquant toujours E. longifolia (tongkat ali) comme ingrédient principal.
Le gouvernement de Malaisie a interdit des produits contrefaits qui utilisent le citrate sildenafil à la place de tongkat ali dans leur capsule.

## Conservation et durabilité
Ce sont les racines d’Eurycoma longifolia qui sont principalement utilisées, ce qui nécessite de déraciner la plante entière lors de la récolte. Cela a suscité des inquiétudes quant à la durabilité à long terme de son utilisation.  Un kilogramme d'extrait de Tongkat Ali est obtenu à partir de 200 kilogrammes de racines.  En Malaisie, l'exportation d'Eurycoma longifolia en tant que produit de base est interdite, et la plante elle-même est répertoriée comme une espèce médicinale prioritaire pour la conservation et la collecte d'arbustes sauvages est limitée par la loi 686 « Sur le commerce international des espèces menacées ». En 2016, Ahmad Shabery Cheek, le Ministre malaisien de l'Agriculture, a déclaré que l'espèce pourrait disparaître d'ici vingt ans si des efforts rapides de cultivation et de replantation ne sont pas faits.